# Кругобайкальский тракт

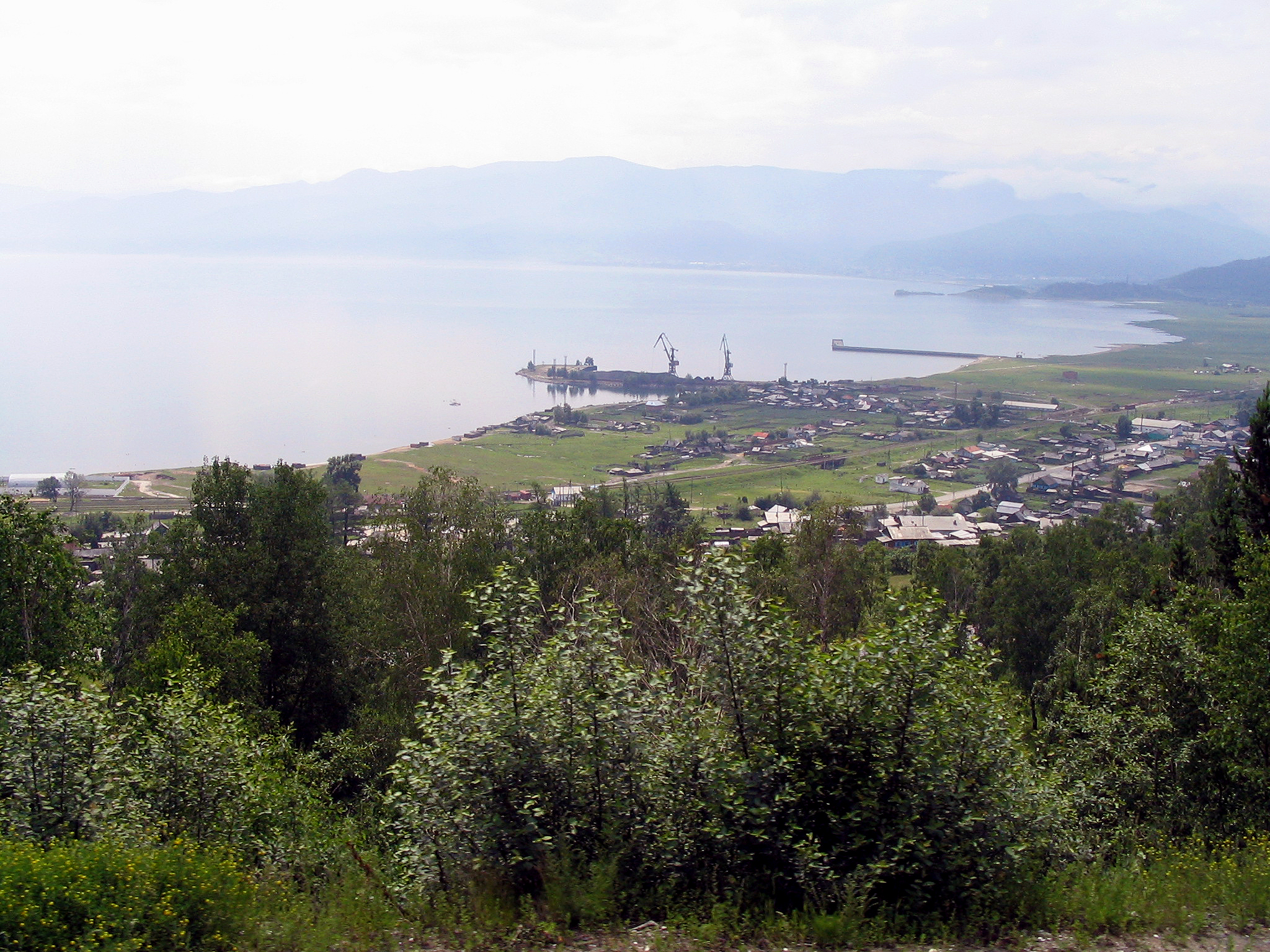
Посёлок Култук на берегу Байкала. Здесь проходил Кругобайкальский тракт. Справа вверху — Шаманский мыс

Кругобайка́льский тракт — колёсный почтовый тракт на юге Сибири. Часть Главного Сибирского почтового тракта.

## История
Освоение и колонизация южных районов Сибири подразумевала под собой строительство путей сообщения, поэтому было решено строить здесь почтовый тракт. К тому же, тогдашние главные центры сибирской торговли — Иркутск и Кяхта — не были соединены между собой обустроенной дорогой. Указ о строительстве почтового тракта был издан в 1796 году. 
Первая дорога была построена в 1796—1801 годах и проходила через Култук и Монды в Монголию (ныне — Тункинский тракт). Для соединения Кяхты с Иркутском кяхтинский купец Н. М. Игумнов построил дорогу через перевалы горного хребта Хамар-Дабан. Она стала называться Кругобайкальской Игумновской. Однако этот путь не удовлетворял потребностям быстрорастущей транспортной системы Сибири. Граф Муравьёв-Амурский предложил в 1863 году построить новую дорогу, которая должна была проходить из Иркутска через Култук и Слюдянское зимовье вдоль южного берега Байкала до Посольского монастыря (ныне село Посольское). Строительство было начато в 1863 и закончено в 1869 году.

## Кругобайкальское восстание 1866 года
Строительство дороги велось преимущественно ссыльными поляками, поднявшими в 1866 году восстание. Несколько групп восставших во главе с Шарамовичем и Арцимовичем, бывшим офицером русской армии Ильяшевичем (из шляхты Киевской губернии) обезоружили конвой и решили прорваться к российско-китайской границе, но были схвачены и казнены в Иркутске. Арцимович, Ильяшевич, Вронский, Целинский, Шарамович, Рейнер и Катковский были приговорены к смертной казни. Арцимовичу, Ильяшевичу и Вронскому смертная казнь была заменена каторжными работами, а Целинский, Шарамович, Рейнер и Катковский 15 ноября публично были расстреляны в Иркутске за Якутской заставой. Ист.:"Во глубине сибирских руд. К столетию восстания польских ссыльных на Кругобайкальском тракте". Изд. "Наука", Москва, 1966.

## Современное состояние
В результате подъёма уровня Байкала, после строительства Иркутской ГЭС и создания водохранилища, часть дороги оказалась затоплена. Наиболее ярко это видно близ Шаманского мыса, где остатки Кругобайкальского тракта выходят на поверхность озера и тут же в него входят. По Олхинскому плато и вдоль берега Байкала на месте тракта проходит федеральная трасса «Байкал». Профиль дороги  сохранился практически без изменений.